# Astérion (revue)
Pour les articles homonymes, voir Astérion.
 (août 2020).
Si vous disposez d'ouvrages ou d'articles de référence ou si vous connaissez des sites web de qualité traitant du thème abordé ici, merci de compléter l'article en donnant les références utiles à sa vérifiabilité et en les liant à la section « Notes et références ».
Astérion est une revue scientifique de philosophie et d'histoire de la pensée politique à comité de lecture, disponible en accès ouvert, sur le portail OpenEdition Journals.

## Présentation
Son nom est une référence à la nouvelle de Jorge Luis Borges, La Demeure d’Astérion. Le Minotaure, dont c’est le nom, y décrit son labyrinthe comme entrelacement de salles et de galeries où chacun se perd. L’enchevêtrement du réseau Internet évoque un tel dédale, tout comme l’intrication complexe des idées politiques, philosophiques, scientifiques. Le lecteur peut s’égarer dans l’un et l’autre mais également détenir, ou fabriquer, le fil qui lui permet de (re)trouver son chemin. 
Ce fil d’Ariane, que les animateurs de la revue déroulent, est celui de l’analyse et de la démonstration rationnelle, suivant les méthodes rigoureuses de l’histoire de la philosophie et de l’histoire des idées, de l’archéologie des savoirs et des pratiques, et de la philologie politique.
Astérion est une revue numérique en accès libre, soutenue par l’École normale supérieure de Lyon (ENS LSH). Elle est l’expression des activités du CERPHI (Centre d’études en rhétorique, philosophie et histoire des idées, de l’Humanisme aux Lumières) et de l’équipe « Les discours du politique en Europe ». 
Deux axes de publication y sont privilégiés : 
- l’histoire de la philosophie, des sciences et des sensibilités dans la constitution de la modernité,
- l’histoire de la pensée politique en Europe, du XVIe siècle au XXe siècle.